# 魏滕 (三国)
魏滕（?—?），字周林，三国孙吴官员，会稽郡上虞县（今浙江省上虞）人。

## 生平
魏滕祖父為八俊之一的魏朗。魏滕性情刚直，擔任孫策功曹時因迕逆孫策的主張，差点被杀，得到太妃相救得免。历任历阳县县令、鄱阳县县令、山阴县县令，官至鄱阳郡太守。
魏滕和同鄉吳範友善。魏滕后来犯罪，遭孙权怒斥，说敢有劝谏的人都要处死。吴范对魏滕说：“我和你一同去死。”魏滕说：“死了没有益处，为什么要去死？”吴范说：“怎能顾虑这些，对你坐视不管？”于是吴范剃去头发捆起自己来到宫门外，让侍卫通报孙权。侍卫不敢，说：“肯定会死，不敢禀报。”吴范问他：“你有孩子吗？”回答：“有。”吴范说：“如果你为吴范而死，你的儿子就托付给我。”侍卫同意了。推门而入。还没有说完，孙权大怒，想要投戟刺他。侍卫倒退着出来，吴范趁机进入，叩头流血，声泪俱下。很久后，孙权消气了，于是赦免魏滕。魏滕见到吴范感谢他：“父母能生育抚养我，不能免我於死。大丈夫的知己，像你一个就足够了，哪用更多呢！”